# El Huiroche
El Huiroche är en ort i Mexiko.   Den ligger i kommunen Lagos de Moreno och delstaten Jalisco, i den centrala delen av landet, 400 km nordväst om huvudstaden Mexico City. El Huiroche ligger 1 999 meter över havet och antalet invånare är 102.
Terrängen runt El Huiroche är en högslätt, och sluttar västerut. Runt El Huiroche är det ganska tätbefolkat, med 56 invånare per kvadratkilometer. Närmaste större samhälle är Palo Alto, 16,2 km norr om El Huiroche. Trakten runt El Huiroche består till största delen av jordbruksmark.